# The Kyiv Independent
The Kyiv Independent é um jornal ucraniano de língua inglesa on-line fundado em 2021 por ex-funcionários do Kyiv Post e da consultoria de mídia Jnomics Media. O jornal também está ativo no Twitter.

## Fundação
Em outubro de 2021, surgiram disputas entre funcionários do Kyiv Post e o dono do jornal. Atrás deles, os jornalistas do jornal acreditavam que, mesmo sob a presidência de Volodymyr Zelensky, suas reportagens críticas anteriores estavam afetando negativamente os negócios do proprietário, que comprou o jornal de Mohammad Zahoor em março de 2018 e investiu fundos significativos no jornal pouco lucrativo. O proprietário é o grande investidor nascido na Síria, Adnan Kivan (Grupo Kadorr, dono do Canal Odesa 7). Brian Bonner, o ex-CEO do Kyiv Post, disse em abril de 2022 que a "reportagem fragmentada" do jornal o colocou em conflito com todos os governos ucranianos com os quais negociou até agora, incluindo o então atual governo de Zelensky. De acordo com Bonner, Zelenskyy tentou se retratar como um reformador para os governos ocidentais, e reportagens críticas foram (supostamente Bonner) vistas como minando essa mensagem. O governo, disse Bonner, começou a se apoiar em Kivan, que via a propriedade de um "meio de comunicação em cruzada" como mais problemas do que valia a pena.
"O gabinete do presidente nega, o gabinete do promotor nega, Kivan nega - mas sei que estávamos sob pressão ..." "O Kyiv Post sobreviveu [aos ex-presidentes] Kuchma, Yushchenko, Yanukovych e Poroshenko, mas morreu sob Zelensky. Isso foi uma grande surpresa para mim."
Também Olha Rudenko, vice-editora-chefe, disse à Euromaidan Press que Kivan recebeu "sinais de descontentamento" do governo. Rudenko viu isso como uma confirmação dos rumores "de que a pressão da administração presidencial pode ter sido uma razão para o silêncio abrupto de uma importante voz internacional na Ucrânia". Esta opinião foi compartilhada por alguns outros jornalistas.
Adnan queria começar uma nova edição em ucraniano e russo com uma equipe selecionada por ele sem consultar o conselho editorial. Em 14 de outubro, a equipe editorial soube por uma mensagem no Facebook de Olena Rotari (editora-chefe do Kanal Odesa 7) que ela estava preparando uma edição ucraniana do Kyiv Post como sua nova editora e estava contratando uma equipe editorial completa para ele. Partes do conselho editorial temiam que Kivan "usasse o bom nome que construiu para criar, em ucraniano e russo, 'uma publicação réplica que publicaria artigos destinados a servir aos interesses do proprietário'".
Os jornalistas do Kyiv Post viram isso como uma invasão de sua liberdade editorial originalmente prometida a eles por Adnan e pediram a Adnan, com o apoio do PEN Ucrânia, que lhes desse influência sobre a nova publicação, vendesse o jornal ou transferisse o rótulo do jornal ao conselho editorial. Kivan posteriormente fechou o jornal em 8 de novembro de 2021 e demitiu todos os funcionários, o que foi visto como um novo ataque à liberdade editorial e um "ato de vingança".

O renovado Kyiv Post retomou o trabalho após três semanas em dezembro de 2021 com uma equipe editorial amplamente nova. A posição de CEO foi preenchida por Luc Chenier em sucessão a Bonner, que havia se aposentado. Chenier procurou fazer da nova edição "uma publicação que conta uma história mais positiva sobre a Ucrânia. Era um novo tom, disse ele, os anunciantes estariam mais dispostos a apoiá-lo. Muitas pessoas, disse ele, disseram que pararam de ler o o antigo Kyiv Post porque o jornal se tornou muito deprimente com seu "foco implacável na corrupção e nos abusos do governo".
Notícias negativas continuam saindo da Ucrânia. Estou aqui há 21 anos e sei que isso é apenas uma pequena gota do que a Ucrânia é ... Somos a voz global da Ucrânia - não a voz da corrupção da Ucrânia.
30 dos 50 funcionários demitidos da equipe editorial do Kyiv Post fundaram o Kyiv Independent três dias após seu fechamento, em 11 de novembro de 2021. Os jornalistas expressaram seu ponto de vista, não acreditavam que continuaria a ser um Kyiv Post independente e, portanto, queria estabelecer uma nova publicação. A publicação foi anunciada publicamente em 15 de novembro e a primeira edição apareceu em 22 de novembro. Em 25 de novembro, a conta no site de financiamento coletivo Patreon já tinha 500 assinantes, e no início de dezembro tinha 655 assinantes, que contribuíram coletivamente com US$ 10.000 por mês.
A equipe de editores e jornalistas juntou-se aos gerentes de mídia da Jnomics Media, uma consultoria com sede em Kiev e Londres fundada em 17 de abril de 2019 por Jakub Parusinski e Daryna Shevchenko, que trabalharam no Kyiv Post entre 2011 e 2017. A equipe escolheu por unanimidade Olha Rudenko, a ex-editora-chefe do Kyiv Post, como editora-chefe do novo jornal, embora Rudenko fosse atualmente um estudante bolsista da Universidade de Chicago. Daryna Shevchenko, sócia da Jnomics Media, e Jakub Parusinski, sócio-gerente dessa firma de consultoria, tornaram-se CEO e CFO da nova empresa.
No primeiro dia, a equipe lançou seu primeiro produto editorial, um boletim informativo diário Ukraine Daily, que desde então chegou às caixas de correio dos assinantes cinco dias por semana. Desde o início, relatórios detalhados sobre o acúmulo de tropas russas nas fronteiras da Ucrânia dominaram os feeds de notícias. "As colunas de opinião analisam os motivos de Vladimir Putin e as reações do Ocidente, e a política e a corrupção continuam sendo conteúdos regulares". Rudenko expressou que a Ucrânia precisa de portais de notícias de alta qualidade como o Kyiv Post costumava ter "para combater a narrativa russa".
O Kyiv Independent prometeu ser parcialmente propriedade de seus jornalistas e afirmou que não "serviria a um proprietário ou oligarca rico".

## Financiamento
O Kyiv Independent foi apoiado por uma doação de emergência de 200.000 dólares canadenses do governo canadense. Ashley Mulroney, diretora do Programa de Desenvolvimento Ucraniano na Embaixada do Canadá em Kiev, expressou que a doação, distribuída por meio do European Endowment for Democracy, era "parte de um apoio canadense mais amplo à mídia livre e à democratização na Ucrânia".
Financiamento coletivo é agora uma importante fonte de financiamento para a revista. Em 21 de março de 2022, durante a invasão russa em grande escala na Ucrânia, a campanha GoFundMe do Independent atingiu mais de £ 1,4 milhão.

## Funcionários
Os funcionários seniores são:
- Daryna Shevchenko - Diretora executiva[23]
- Olha Rudenko - Editora-chefe
- Jakub Parusinski - Diretor financeiro.[24]
- Oleksii Sorokin - Diretor de Operações e Editor Político[25]

## Prêmios
Em setembro de 2022, o International Press Institute concedeu ao The Kyiv Independent e a seis outras mídias ucranianas o prêmio Free Media Pioneer de 2022 por "coragem, reportagem de qualidade e um compromisso inabalável em servir as comunidades locais".